# Intervenção militar no Iêmen (2015–presente)
A Intervenção militar no Iêmen (português brasileiro) ou Iémen (português europeu) é uma ação armada feita por uma coalizão (coligação, em português europeu) de países (liderados pela Arábia Saudita) no Iêmen, começando em março de 2015. Os sauditas deram à ação o codinome (nome de código, em português europeu) Operação Tempestade Decisiva (em árabe: عملية عاصفة الحزم). Desde 2011, após uma revolução que acabou com a ditadura do marechal Ali Abdullah Saleh, o Iêmen vive em profunda instabilidade interna. O país quase que imediatamente mergulhou em um profundo caos, onde a violência política, sectária e religiosa se espalhou pela nação. Entre setembro de 2014 e fevereiro de 2015, a milícia xiita houthi lutou e conseguiu derrubar o governo do general Abd Rabbuh Mansur Al-Hadi. O presidente fugiu da capital, renunciando ao seu cargo, tomando refúgio na cidade costeira de Áden. Frente à aproximação de forças houthis, Hadi fugiu novamente, na virada do dia 25 para 26 de março de 2015, para a Arábia Saudita. Imediatamente, militares sauditas lançaram uma série de ataques aéreos contra o oeste e o norte do Iêmen, mirando os houthis e em milícias simpatizantes (ou antigoverno).
Após os primeiros ataques aéreos sauditas, uma coalizão se formou. Aviões de guerra do Egito, Marrocos, Jordânia, Sudão, Emirados Árabes Unidos, Kuwait, Qatar e Bahrain também lançaram seus próprios ataques. Em apoio à Arábia Saudita, que enviou também soldados de infantaria para a região, os egípcios e jordanos também mobilizaram forças terrestres. O Paquistão, apesar de nutrir hostilidade contra os houthis, decidiu permanecer neutro mas tacitamente apoiou a intervenção. O governo do Irã condenou os ataques. Segundo fontes de inteligência locais e do Ocidente, os iranianos apoiam, militar e financeiramente, as milícias houthis.
Os ataques aéreos da coalizão árabe atingiram alvos dos houthis em várias localidades no Iêmen, mas principalmente nas regiões oeste e norte. A capital Saná, que está em mãos dos rebeldes xiitas desde o começo de 2015, foi uma das cidades mais atingidas nos bombardeios. Os aliados afirmaram que expandiriam suas ações militares na região, sob o pretexto de trazer novamente a estabilidade ao Golfo Pérsico.
Somente no dia 27 de março, já haviam morrido mais de 34 civis nos bombardeios. No começo de abril, apesar dos intensos ataques aéreos e de altas fatalidades infligidas, o sucesso da intervenção parecia longe de certo, já que os houthis continuavam avançando. Enquanto isso, grupos extremistas como a Ansar al-Sharia (ligada a al-Qaeda) exploravam a situação caótica no país para aumentar sua área de influência e controle.
Em meados de abril, com a intensificação dos ataques aéreos, o Irã, principal aliado dos rebeldes Houthis, enviaram para a região pelo menos nove navios de guerra que supostamente levariam armas aos seus aliados. Os Estados Unidos, em apoio aos países do Golfo que combatem os Houthis, enviaram o porta-aviões USS Theodore Roosevelt (CVN-71), junto com outros dois navios, para tentar barrar a chegada das embarcações iranianas, em um movimento que ameaçava escalar o conflito. Dias depois, o comboio de navios iranianos deu meia volta e retornaram ao seu porto de origem sem desembarcar sua carga no Iêmen.
Em 21 de abril de 2015, a Arábia Saudita anunciou que encerraria suas missões de combate no Iêmen, afirmando que seus objetivos de garantir a segurança da península já haviam sido alcançados. A Coalizão regional afirmou que substituiria as investidas militares por esforços de paz por meio de ações políticas e sociais, mas não descartaram novos bombardeios no futuro. A nova missão foi batizada de Operação Restaurando Esperança (em árabe: عملية إعادة الأمل). Enquanto isso, o conflito no Iêmen não diminuía de intensidade, com diversas facções se digladiando por supremacia.
Apesar das autoridade sauditas terem dito que o fim da Operação Tempestade decisiva encerraria os bombardeios, eles se reservariam ao direito de atacar o país vizinho, se necessário. De fato, ataques aéreos contra o Iêmen por aviões da Arábia Saudita e seus aliados do golfo pérsico voltaram a acontecer logo em seguida a declaração de que o conflito havia entrado em uma nova fase ainda em 2015, se extendendo para os próximos anos.
Desde 2019, o conflito tem sido descrito como um "impasse militar". A Pandemia de COVID-19 teria dado uma oportunidade para o governo saudita de reavaliar suas intenções e interesses no Iêmen. No começo de 2020 a Arábia Saudita começou a buscar saídas diplomáticas para a guerra, frente as consequências da pandemia e derrotas nos campos de batalha.
A intervenção militar saudita na guerra iemenita tem recebido duras condenações internacionais, que acusam a coalizão árabe, especialmente a Arábia Saudita (e as nações ocidentais que os apoiam), de bombardeio indiscriminado contra civis e outros crimes de guerra. Durante o período da intervenção, a situação de segurança na região não melhorou, ao mesmo tempo em que a crise humanitária se deteriorou consideravelmente, com muitos afirmando ser um grande "desastre humanitário". Devido ao bloqueio imposto ao país, cerca de 78% da população iemenita (quase 20 milhões de pessoas) tem acesso quase impossível a comida, água e remédios. Além da carestia, doenças (como cólera) se espalharam pelo país, fazendo milhares de vítimas. Mais de 1 milhão de pessoas tiveram que deixar suas casas devido aos bombardeios.

## Crise humanitária
Segundo a Human Rights Watch, a coalizão liderada pela Arábia Saudita e integrada por Bahrein, Egito, Emirados Árabes Unidos, Jordânia, Kuwait, Marrocos, Qatar e Sudão realizou ataques aéreos  indiscriminados a alvos civis, como um laticínio, onde morreram 31 trabalhadores. Além de fábricas dedicadas a fins civis,  os ataques  também destruíram bairros residenciais. Um centro de armazenamento da Oxfam, onde eram guardados mantimentos e material para ajuda humanitária, também foi atingido.[carece de fontes?]
Durante a Operação Tempestade Decisiva,  1.080 pessoas foram mortas, sendo a maioria constituída de civis;  outras 4.352 pessoas ficaram feridas e cerca de 150.000 foram deslocadas dos seus lares, o que cria uma situação de crise humanitária de grande escala no país.

## Imagens

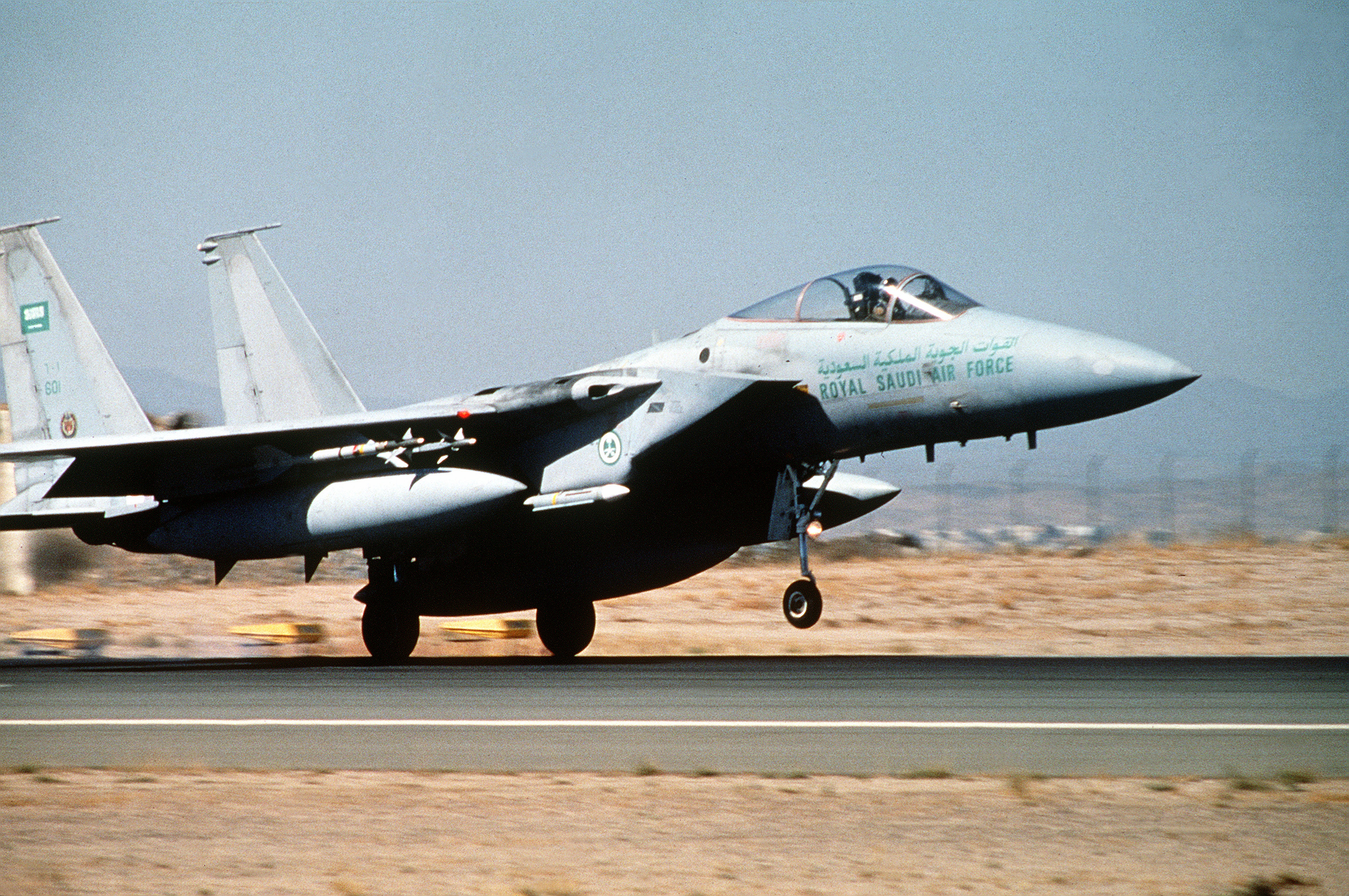
Um caça F-15, da força aérea saudita, modelo utilizado durante este conflito.
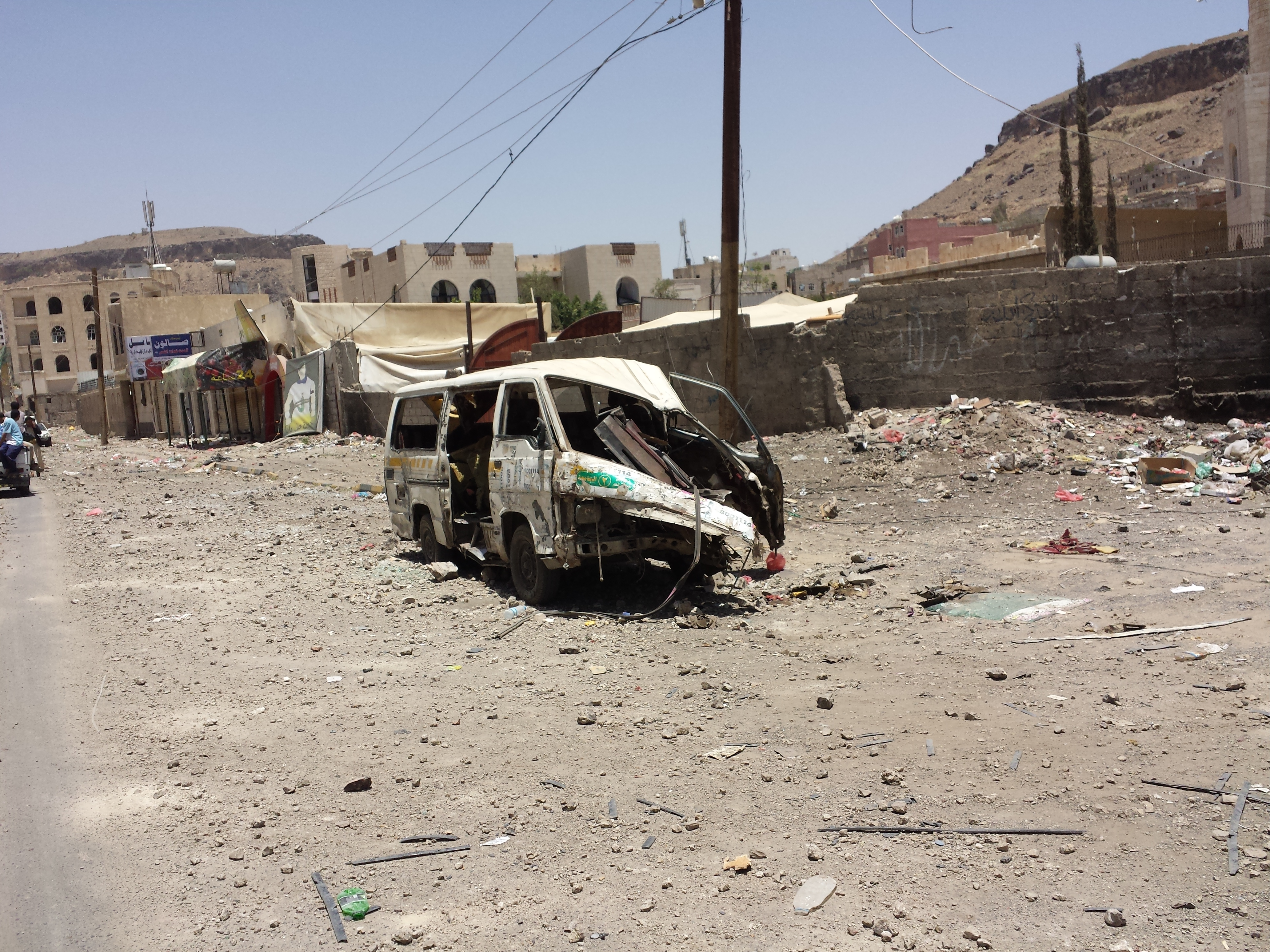
Uma rua destroçada na capital iemenita de Sanaa.
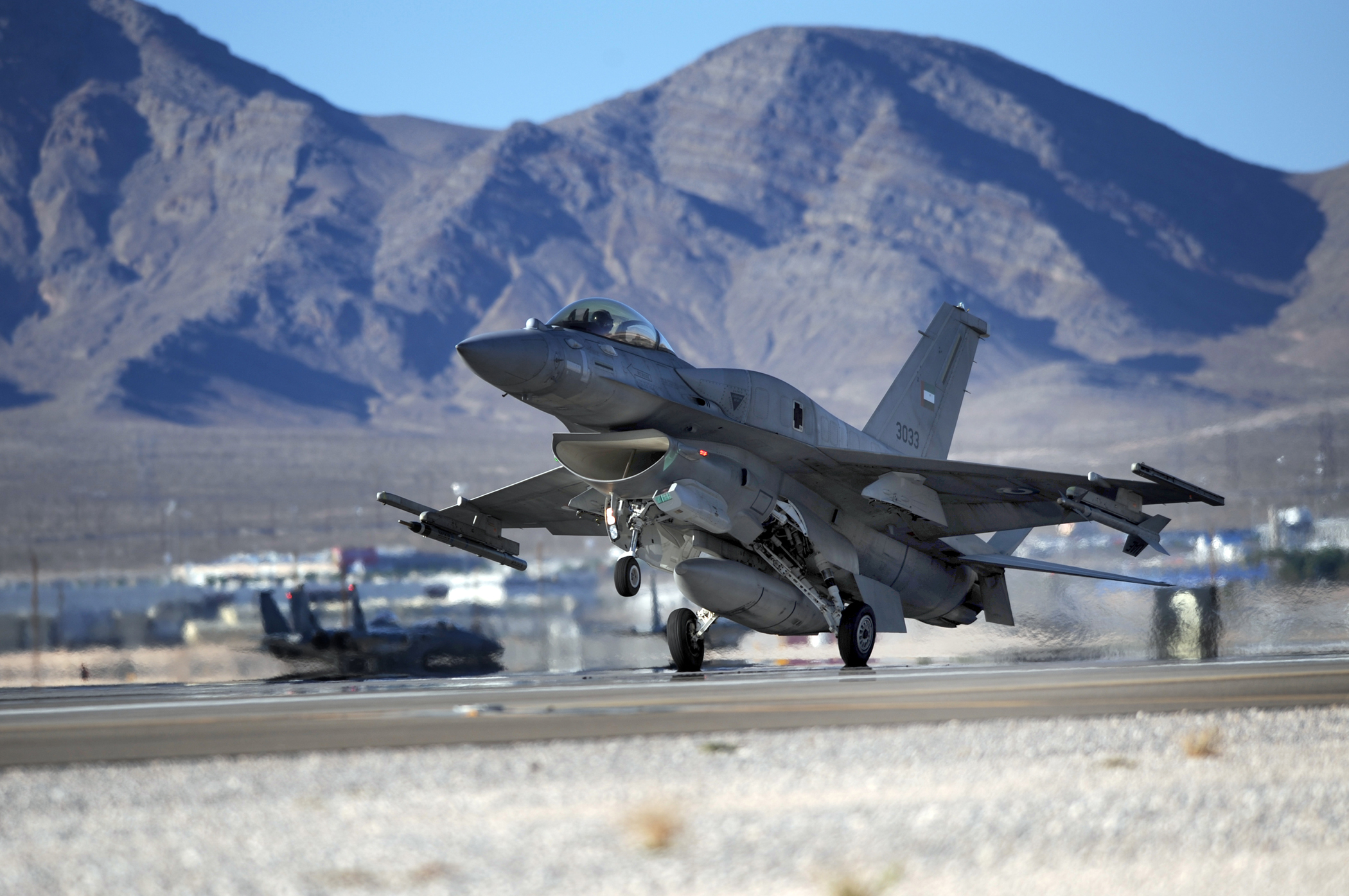
Uma aeronave de combate F-16, modelo usado pelas forças armadas dos Emirados Árabes Unidos e da Jordânia para voar missões de bombardeio no Iêmen.
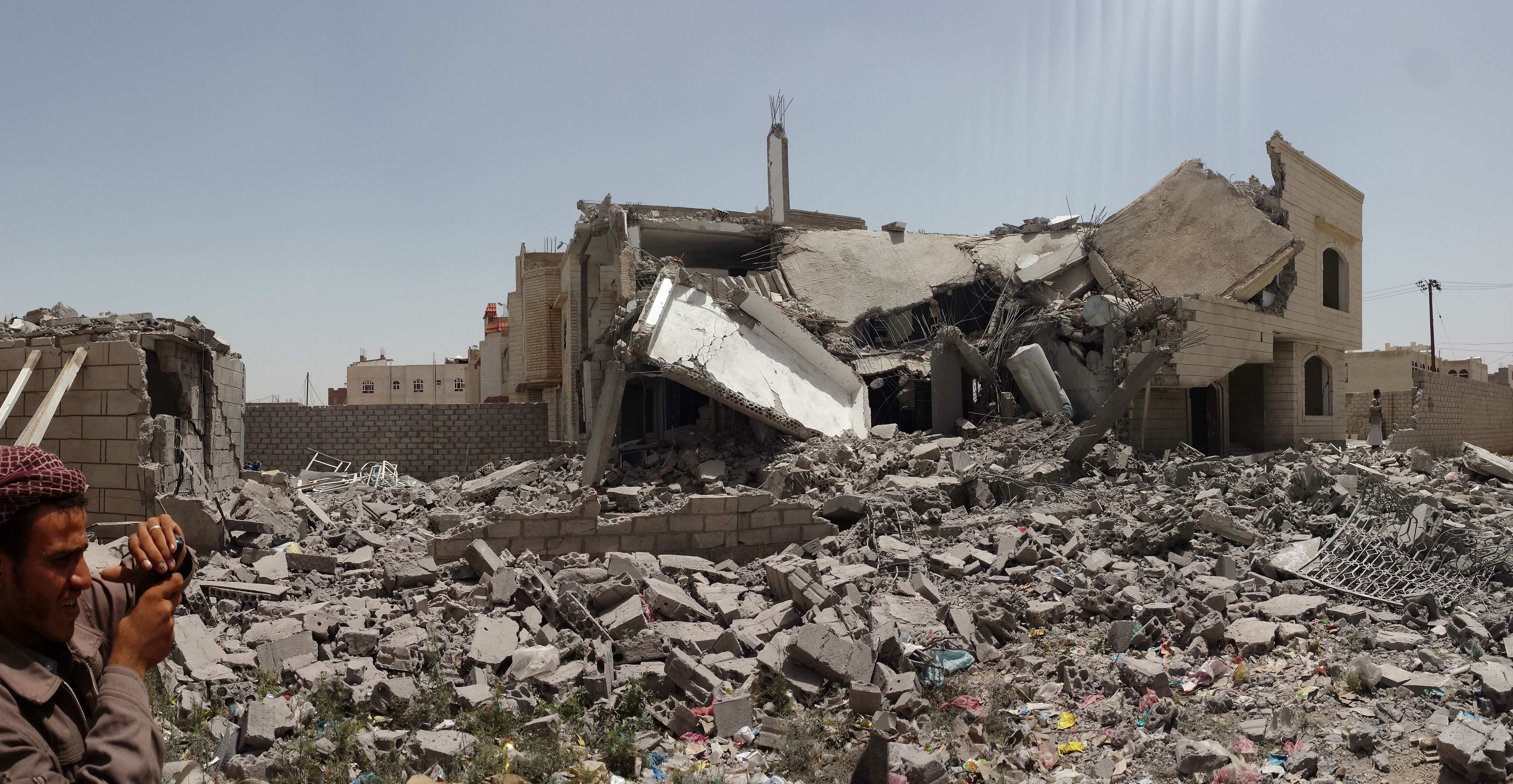
Uma casa iemenita em ruínas. A coalizão de países árabes que bombardeiam o Iêmen tem sido acusada de bombardeios indiscriminados que causam várias perdas civis.